# Rete intelligente
Una rete intelligente (I.N., sigla dell'inglese Intelligent Network) è una rete di telecomunicazioni indipendente dal servizio.
Ovvero, l'intelligenza è presa dal sistema di commutazione (SSP) distribuiti su tutta la rete e immessa su dei nodi centralizzati (SCP) dove risiede la logica del servizio e il DB con le numerazioni cliente. 
Questo offre all'operatore di rete i mezzi per sviluppare e controllare i servizi più efficientemente.
Nuove funzionalità possono essere presentate rapidamente nella rete. 
Una volta introdotti, i servizi sono personalizzati facilmente per incontrare le necessità di cliente individuale.
La rete intelligente è basata sul protocollo Signaling System 7 (SS7) che collega i centri di commutazione telefonica dell'operatore con i nodi di rete di altri operatori.

## Esempi di servizi
Alcuni esempi di servizi sono:
- portabilità del numero telefonico;
- televoto;
- trasferimento di chiamata.
- numeri verdi (800, 803)
- servizi di contact center